# Мао Фумэй
Ма́о Фумэ́й (кит. упр. 毛福梅, пиньинь Máo Fúméi, 9 ноября 1882 — 12 декабря 1939) — первая жена крупнейшего китайского и затем тайваньского революционного лидера, военачальника, руководителя государства Чан Кайши. Мать его первого (и единственного официально признанного) сына — Цзян Цзинго, президента Тайваня и политического деятеля, которого она родила 18 марта 1910 года.

## Брак
Чан Кайши женился по инициативе своей матери. Мао Фумэй была старше него на 5 лет (что нехарактерно для китайских традиций). После брака с Мао Чан Кайши вступил в брак во второй раз. Его супругой стала Сун Мэйлин.